# Gardie House Steading

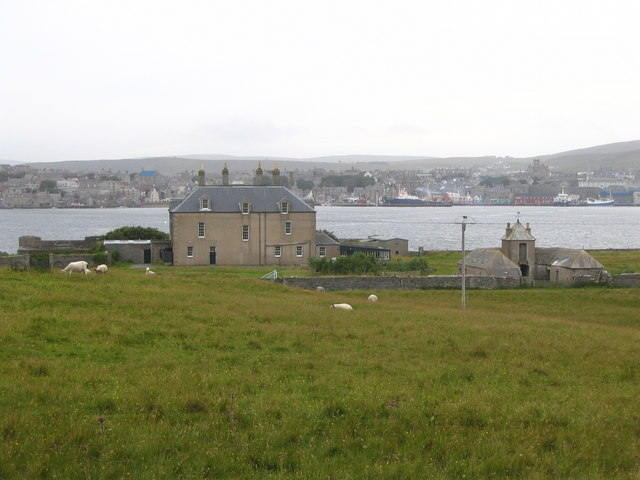
Die Rückseite von Gardie House. Der Bauernhof befindet sich am rechten Bildrand.

Gardie House Steading ist ein Bauernhof auf der schottischen Shetlandinsel Bressay. Er gehört zu dem Anwesen des direkt südwestlich gelegenen Herrenhauses Gardie House. 1997 wurde das Bauwerk in die schottischen Denkmallisten in der Kategorie B aufgenommen.

## Beschreibung
Der Bauernhof stammt aus dem früheren 19. Jahrhundert. Er wurde im Zuge umfangreicher Umbauarbeiten dem älteren Gardie House hinzugefügt. Gardie House Steading weist einen U-förmigen Grundriss auf. An der kurzen Seite ragt ein zweistöckiger Turm in die Höhe, der beidseitig von flacheren Flügeln flankiert wird und so einen nach Nordosten offenen Innenhof schafft. Der Turm tritt ein Stück aus der Fassade hervor und ist mit einem abgerundeten Torweg ausgestattet, um eine Zufahrt für Fahrzeuge auf den Innenhof zu ermöglichen. Darüber befindet sich die Kammer der Magd, deren Fenster teilweise zugemauert wurde. Der Turm schließt mit einem schiefergedeckten Pyramidendach mit Wetterhahn ab. In den beiden Flügeln sind Stallungen für Hühner und Kühe untergebracht. Der nördliche Flügel besitzt vier, der südliche fünf Außenfenster. Die Fassaden sind in traditioneller Weise mit Harl verputzt, während die Gebäudekanten teils mit poliertem Quaderstein abgesetzt sind.